# El Marqueño
El Marqueño är en ort i Mexiko.   Den ligger i kommunen Yurécuaro och delstaten Michoacán de Ocampo, i den centrala delen av landet, 300 km väster om huvudstaden Mexico City. El Marqueño ligger 1 566 meter över havet och antalet invånare är 188.
Terrängen runt El Marqueño är kuperad norrut, men söderut är den platt. Runt El Marqueño är det ganska tätbefolkat, med 120 invånare per kvadratkilometer. Närmaste större samhälle är Yurécuaro, 3,3 km väster om El Marqueño. Omgivningarna runt El Marqueño är en mosaik av jordbruksmark och naturlig växtlighet.